# Ploeotia vitrea
Ploeotia vitrea is een soort in de taxonomische indeling van de Euglenozoa. Deze micro-organismen zijn eencellig en meestal rond de 15-40 mm groot. Het organisme komt uit het geslacht Ploeotia en behoort tot de familie Peranemaceae. Ploeotia vitrea werd in 1841 ontdekt door Félix Dujardin.